# Дхаран
Дхаран (непальск. धरान) — город и муниципалитет на юго-востоке Непала, в районе Сунсари зоны Коси Восточного региона страны.
Расположен в южных предгорьях горного хребта Махабхарат, примерно в 40 км к северу от города Биратнагар, на высоте 349 м над уровнем моря. С трёх сторон (с запада, севера и востока) город окружён горами, а на юге ограничен лесом Чаркосья Джхари. На восточной окраине города протекает река Сеути, а на западной окраине — река Шарду. Дхаран является важным торговым центром между горным регионом (на севере) и равнинами физико-географического региона Тераи (на юге). Ближайший аэропорт — Биратнагар.
Население муниципалитета по данным переписи 2011 года составляет 116 181 человек, из них 54 599 мужчин и 61 582 женщины. Этнический состав — довольно пёстрый.